# Liste de musées en Guinée
La Guinée compte de nombreux musées répartis sur l'ensemble de son territoire et couvrant tous les aspects historiques et culturels du pays.

## Gouvernorat de Conakry
| Localité | Nom                           | Image                                                        | Coordonnées                 | Ouverture |
| -------- | ----------------------------- | ------------------------------------------------------------ | --------------------------- | --------- |
| Conakry  | Musée national de Sandervalia | Case d'olivier de sanderval au Musée national de Sandervalia | 9° 30′ 17″ N, 13° 42′ 33″ O |           |

## Région de Boké
| Localité | Nom                           | Image                          | Coordonnées                  | Ouverture |
| -------- | ----------------------------- | ------------------------------ | ---------------------------- | --------- |
| Boké     | Musée de Boké                 | Bâtiment du Musée de Boké      | 10° 56′ 00″ N, 14° 17′ 45″ O | 1971      |
| Koundara | Musée préfectoral de Koundara | Musée préfectorale de Koundara | 12° 29′ 07″ N, 13° 17′ 55″ O |           |

## Région de Kindia
Aucun musée n'est recensé sur le territoire de la région de Kindia.

## Région de Mamou
Aucun musée n'est recensé sur le territoire de la région de Mamou.

## Région de Faranah
| Localité    | Nom                              | Image                            | Coordonnées                | Ouverture |
| ----------- | -------------------------------- | -------------------------------- | -------------------------- | --------- |
| Kissidougou | Musée préfectoral de Kissidougou | Musée préfectoral de Kissidougou | 9° 15′ 00″ N, 9° 55′ 00″ O |           |

## Région de Kankan
| Localité | Nom                                     | Image                                             | Coordonnées                 | Ouverture |
| -------- | --------------------------------------- | ------------------------------------------------- | --------------------------- | --------- |
| Kankan   | Musée du camp militaire Soundiata-Keïta | Façade du musée du camp militaire Soundiata Keïta | 10° 22′ 21″ N, 9° 18′ 40″ O |           |

## Région de Labé
| Localité | Nom                    | Image                  | Coordonnées                  | Ouverture |
| -------- | ---------------------- | ---------------------- | ---------------------------- | --------- |
| Labé     | Musée du Fouta Djallon | Musée du Fouta Djallon | 11° 18′ 47″ N, 12° 18′ 24″ O | 2001      |

## Région de Nzérékoré
| Localité  | Nom                            | Image                          | Coordonnées                | Ouverture |
| --------- | ------------------------------ | ------------------------------ | -------------------------- | --------- |
| Nzérékoré | Musée préfectoral de Nzérékoré | Musée préfectoral de Nzérékoré | 7° 45′ 22″ N, 8° 49′ 04″ O |           |